# Billinge kyrka
Billinge kyrka, är en kyrkobyggnad i Billinge. Den tillhör Östra Onsjö församling i Lunds stift. 

## Kyrkobyggnaden
Kyrkan byggdes i tegel 1865 efter ritningar av arkitekten Helgo Zettervall.
Kyrkan invigdes 27 augusti 1865. Inskriptionen på en stentavla över kyrkans huvudingång, skänkt av kvarnägaren Måns Sonesson, har årtalet 1864. En regnig sommar och tidig vinter detta år försenade kyrkobygget. Den gamla kyrkan, som revs 1863-1864, var 47 1/2 aln lång och 14 1/4 aln bred. Den låg på samma plats som den nya men bild av den gamla kyrkan saknas.
Från gamla kyrkan finns rester av huggna sandstenar från portaler och pelare. I nya kyrkans murar ingår mycket sten från gamla kyrkan. Dopfunten är av sandsten från 1100- eller 1200-talet, och har dopfat av mässing från 1500-talets senare hälft.
Två kyrkklockor, som på gamla kyrkans tid hade sin plats i en klockstapel, belägen öster om kyrkan. Storklockan, gjuten 1750, står sedan 1958 nedanför koret. Den rämnade 13 mars 1822, då husmannen Rasmus Rasmusson och hans hustru Märta Jönsdotter begravs. Den lagades med 5 dubbelt konformade järn och kunde så tjänstgöra ytterligare 136 år.
Lillklockan i tornet är gjuten 1792, "då Sverige sörjde Gustaf III, fallen för inhemsk mordisk hand." Kyrkbygget kostade 20 500 riksdaler. 130 000 tegel hämtades från Rönneholms slott. Arkitekt var domkyrkoarkitekten Helgo Zettervall, Lund, byggmästare var A. Haf från Hesslunda. Antalet sittplatser var ursprungligen 875 men har senare minskats ned till 550. Församlingens folkmängd var år 1865 1 325, år 1965 1 032.

## Inventatrier
Klockarebänken under södra nummertavlan användes fram till 1881. Den riksbekante Billinge-klockaren Nils Lilja, hedersdoktor vid universitetet i Göttingen, satt där sällan eller aldrig utan hade vikarie och ägnade sig åt författarskap i naturvetenskapliga och filosofiska ämnen. Orgeln jämte orgelläktaren byggdes 1881 av orgelbyggaren R. Nilsson, Malmö. Den har 17 stämmor. Uppvärmning fick kyrkan inte förrän 1898, då två vedkaminer installerades. Korfönstren har glasmålningar och matt antikglas. Mittfönstret med Jesus på korset samt Maria och Johannes och Maria från Magdala nedanför utfördes av konstnären Hugo Gehlin 1933. De båda sidofönsterna utfördes av samme konstnär 1952. Var och en av de tolv apostlarna har sitt särskilda kännetecken, Petrus har nyckel till himmelriket, Thomas tvivlaren har vinkelhaken för att kunna kontrollera allt o.s.v.
Series Pastorum - kyrkoherdelängd - fanns enligt beskrivning på insidan av predikstoldörren i gamla kyrkan. Ovanför dörren mellan vapenhuset och kyrkan finns en ny Series Pastorum,

### Orgel
- Den nuvarande orgeln byggdes 1883 av Rasmus Nilsson, Malmö och är en mekanisk orgel. Den renoverades 1974 av A. Mårtenssons Orgelfabrik AB, Lund.

| Huvudverk I   | Svällverk II        | Pedal         | Koppel |
| Borduna 16´   | Flûte harmonique 8´ | Subbas 16´    | I/P    |
| Principal 8´  | Salicional 8´       | Principal 8'  | II/P   |
| Rörflöjt 8'   | Flauto Traversa 4'  | Violoncell 8' | II/I   |
| Gedackt 8'    | Gemshorn 2'         | Basun 16'     |        |
| Gamba 8'      | Crescendosvällare   |               |        |
| Oktava 4'     |                     |               |        |
| Kvinta 2 2/3' |                     |               |        |
| Oktava 2'     |                     |               |        |
| Trumpet 8'    |                     |               |        |

## Kyrkogården
Kyrkogården, som under flera århundraden endast omfattat själva backkrönet, utvidgades i alla fyra väderstrecken i samband med kyrkobygget. De utvidgade områdena invigdes i samband med kyrkoinvigningen 27 augusti 1865. Hundra år senare tillkom det nya kyrkogårdsområdet väster om kyrkan i tre terrasser samt ny uppfart med parkeringsplatser. Arkitekt för detta arbete har varit professor Per Friberg.